# División de Honor de bádminton 2016-17
La temporada 2016/17 fue la 30.ª edición de la División de Honor de bádminton en España, máxima categoría de este deporte en el país. Fue organizada por la Federación Española de Bádminton. La disputaron 8 equipos. La temporada regular comenzó el 10 de septiembre de 2016 y finalizó el 11 de marzo de 2017. El campeón fue el Recreativo de Huelva-IES La Orden, que se adjudicó su cuarto título.

## Equipos participantes
| Equipo                     | Ciudad       | Recinto                                                      |
| -------------------------- | ------------ | ------------------------------------------------------------ |
| CB IES La Orden            | Huelva       | Palacio de Deportes de Huelva y Polideportivo Andrés Estrada |
| Club Bádminton Rinconada   | La Rinconada | Pabellón Fernando Martín                                     |
| Club Bádminton Oviedo      | Oviedo       | Polideportivo Corredoria Arena                               |
| Club Badminton Pitiús      | Ibiza        | Polideportivo Insular Blancadona                             |
| Club Bádminton Benalmádena | Benalmádena  | Polideportivo Arroyo de la Miel                              |
| CB Arjonilla               | Arjonilla    | Pabellón Municipal de Arjonilla                              |
| AE Granollers              | Granollers   | Pavelló Municipal del Congost                                |
| Mercapinturas Almería      | Almería      | Polideportivo José A. Segura                                 |

## Clasificación
| N. | Equipo                          | Puntos | Jugados | Victorias | Empates | Perdidos | Partidos | Juegos  | Puntos    |
| -- | ------------------------------- | ------ | ------- | --------- | ------- | -------- | -------- | ------- | --------- |
| 1  | Recreativo IES La Orden         | 36     | 14      | 12        | 0       | 2        | 65-33    | 135-86  | 3996-3605 |
| 2  | Rinconada                       | 33     | 14      | 11        | 0       | 3        | 66-32    | 145-74  | 4116-3551 |
| 3  | C.B. Benalmadena                | 30     | 14      | 10        | 0       | 4        | 56-42    | 126-101 | 4113-3896 |
| 4  | C.B. Oviedo                     | 24     | 14      | 8         | 0       | 6        | 59-39    | 126-94  | 3988-3660 |
| 5  | C.B. Pitius                     | 21     | 14      | 7         | 0       | 7        | 49-49    | 116-110 | 406-3915  |
| 6  | C.B. Arjonilla                  | 12     | 14      | 4         | 0       | 10       | 37-61    | 91-133  | 3795-4125 |
| 7  | Associaciò Granollers Esportiva | 9      | 14      | 3         | 0       | 11       | 37-61    | 87-136  | 3612-4143 |
| 8  | Mercapinturas Almería           | 3      | 14      | 1         | 0       | 13       | 23-75    | 62-154  | 3353-4139 |